# Herminia fumosalis
Herminia fumosalis är en fjärilsart som beskrevs av Franz Dannehl 1926. Herminia fumosalis ingår i släktet Herminia och familjen nattflyn. Inga underarter finns listade i Catalogue of Life.